# Liste von Straßenumbenennungen in Cottbus
Die Liste der Straßenumbenennungen in Cottbus beinhaltet eine Übersicht über erfolgte Umbenennungen von Straßen und Plätzen in Cottbus. Viele Umbenennungen gab es zu Zeiten der DDR bzw. der SBZ zwischen 1945 und 1989, während der viele Straßen Namen von Personen erhielten, die dem Kommunismus oder Sozialismus nahestanden. Nach der deutschen Wiedervereinigung wurden die meisten dieser Straßen erneut umbenannt. Teilweise erhielten sie ihre alten Namen zurück, teilweise erhielten sie auch völlig neue Namen. Außerdem wurden auch Straßen umbenannt, die vor 1945 nicht existierten.

## Umbenennungen vor 1945
Die Tabelle wurde aus verschiedenen Quellen erstellt und erhebt keinen Anspruch auf Vollständigkeit.
| Straßenname nach Umbenennung | benannt nach                                                            | Straßenname vor Umbenennung | benannt nach | Jahr der Umbenennung |
| ---------------------------- | ----------------------------------------------------------------------- | --------------------------- | ------------ | -------------------- |
| Deffkestraße                 | Gustav Deffke – Feuerwehrmann, der im Einsatz starb (1879–1923)         | Nordstraße1                 |              | Ende der 1930er      |
| Dreifertstraße               | Hugo Dreifert                                                           | Gymnasialstraße             |              | 1925                 |
| Ottilienstraße               | Ottilie Ruff, Ehefrau eines Ratsmitglieds und Kunstgärtners (1823–1889) | Querstraße                  |              | 1889                 |
| Thiemstraße                  | Carl Thiem                                                              | Feldstraße                  |              | 1914                 |
| Vetschauer Straße            | Vetschau                                                                | Großenhainer Straße2        | Großenhain   | 1893                 |
| Wernerstraße                 | Paul Werner                                                             | Grünstraße                  |              | 1914                 |

1 Nur der Teil östlich der Sielower Straße bis zur Feuerwache Sandow wurde umbenannt. Die restliche Straße behielt den Namen Nordstraße.

2 Nur der Teil westlich der Feldstraße (heutige Thiemstraße) wurde umbenannt. Der restliche Teil verschwand später bei Umbauarbeiten.

## Umbenennungen zwischen 1945 und 1985
Die Tabelle wurde aus verschiedenen Quellen erstellt und erhebt keinen Anspruch auf Vollständigkeit.
| Straßenname nach Umbenennung | benannt nach                     | Straßenname vor Umbenennung  | benannt nach                                          | Jahr der Umbenennung |
| ---------------------------- | -------------------------------- | ---------------------------- | ----------------------------------------------------- | -------------------- |
| August-Bebel-Straße          | August Bebel                     | Bismarckstraße               | Otto von Bismarck                                     | 1946                 |
| Bodestraße                   | Wilhelm Bode                     | Spichernstraße               | Schlacht bei Spichern                                 | 1946                 |
| Breitscheidplatz             | Rudolf Breitscheid               | Königsplatz                  |                                                       | 1946                 |
| Franz-Mehring-Straße         | Franz Mehring                    | Pücklerstraße                | Hermann von Pückler-Muskau                            | 1950                 |
| Freiheitsstraße              | Freiheit                         | Schützenstraße               |                                                       | 1946                 |
| Friedrich-Ludwig-Jahn-Straße | Friedrich Ludwig Jahn            | Turnstraße                   | Turnen                                                | 1950                 |
| Jacques-Duclos-Platz         | Jacques Duclos                   | Platz des Friedens           | Frieden                                               | 1976                 |
| Karl-Liebknecht-Straße       | Karl Liebknecht                  | Kaiser-Friedrich-Straße      |                                                       | 1946                 |
| Karl-Marx-Straße             | Karl Marx                        | Hindenburgstraße             | Paul von Hindenburg                                   | nach 1945            |
| Louis-Braille-Straße         | Louis Braille                    | Leopoldstraße                | Leopold Korn – Amtsrichter                            | 1946                 |
| Ludwig-Leichhardt-Allee      | Ludwig Leichhardt                | Kastanienallee               | Kastanien                                             | 1963                 |
| Platz des Friedens           | Frieden                          | Diepowplatz                  | Henriette von Diepow – Restaurateurin                 | 1950                 |
| Puschkinpromenade            | Alexander Sergejewitsch Puschkin | Promenade                    |                                                       | 1949                 |
| Singerstraße                 | Paul Singer                      | Roonstraße                   | Albrecht von Roon                                     | 1946                 |
| Stadtpromenade               |                                  | Stalinpromenade              | Josef Stalin                                          | 1962                 |
| Virchowstraße                | Rudolf Virchow                   | Louisenstraße / Luisenstraße | Auguste Luise Wilhelmine Hubert – Frau eines Amtsrats | nach 1945            |

## Umbenennungen nach 1986
Die Tabelle wurde auf Grundlage von einem Stadtplan aus dem Jahr 1986 und einem Stadtplan aus der Zeit nach 2011 erstellt.
| Straßenname nach Umbenennung | benannt nach                                                                                           | Straßenname vor Umbenennung                  | benannt nach                                                                       | Jahr der Umbenennung |
| ---------------------------- | --- | -------------------------------------------- | ---------------------------------------------------------------------------------- | -------------------- |
| Adolph-Kolping-Straße        | Adolph Kolping                                                                                         | Wilhelm-Külz-Straße1                         | Wilhelm Külz                                                                       |                      |
| Bodelschwinghstraße          | Friedrich von Bodelschwingh                                                                            | Otto-Grotewohl-Straße                        | Otto Grotewohl                                                                     |                      |
| Brandenburger Platz          | Brandenburg                                                                                            | Thälmann-Platz                               | Ernst Thälmann                                                                     |                      |
| Carl-Maria-von-Weber-Straße  | Carl Maria von Weber                                                                                   | Klement-Gottwald-Straße                      | Klement Gottwald                                                                   |                      |
| Curt-Möbius-Straße           | Curt Möbius – Stadtkämmerer und Bürgermeister von Cottbus (1895–1945)                                  | Otto-Grotewohl-Straße                        | Otto Grotewohl                                                                     | 1993                 |
| Dresdener Straße             | Dresden                                                                                                | Straße der Jugend2                           | Jugend                                                                             |                      |
| Elisabeth-Wolf-Straße        | Elisabeth Wolf                                                                                         | Rudolf-Rothkegel-Straße                      | Rudolf Rothkegel – KPD-Politiker und Bürgermeister von Forst (Lausitz) (1889–1964) |                      |
| Ernst-Barlach-Straße         | Ernst Barlach                                                                                          | Hans-Loch-Straße                             | Hans Loch                                                                          |                      |
| Ernst-Bloch-Straße           | Ernst Bloch                                                                                            | Hermann-Duncker-Straße                       | Hermann Duncker                                                                    |                      |
| Ewald-Müller-Straße          | Ewald Müller                                                                                           | Johannes-Dieckmann-Straße                    | Johannes Dieckmann                                                                 |                      |
| Fährgasse                    | Fährbetrieb über die Spree                                                                             | Otto-Thiele-Straße                           | Otto Thiele – KPD-Politiker und Opfer des Kapp-Putsches aus Guben († 1920)         |                      |
| Friedlieb-Runge-Straße       | Friedlieb Runge                                                                                        | Theodor-Neubauer-Straße                      | Theodor Neubauer                                                                   |                      |
| Gelsenkirchener Allee        | Gelsenkirchen – Partnerstadt von Cottbus seit 1995                                                     | Leninallee                                   | Wladimir Iljitsch Lenin                                                            |                      |
| Georg-Schlesinger-Straße     | Georg Schlesinger                                                                                      | Michael-Bey-Straße                           | Michael Bey                                                                        | 1993                 |
| Goyatzer Straße              | Goyatz, Ortsteil der Gemeinde Schwielochsee                                                            | Kurt-Pavel-Straße                            | Kurt Pavel – Kommunist und KZ-Häftling (1896–1939)                                 | 1991                 |
| Gustav-Herrmann-Straße       | Gustav Herrmann – Mittel- und Hochschullehrer sowie Leiter des städtischen Museums Branitz (1897–1988) | Heinrich-Rau-Straße                          | Heinrich Rau                                                                       | 1993                 |
| Hainstraße                   | Ehemaliger Eichenhain an der Straße                                                                    | Heinrich-Mosler-Straße                       | Heinrich Mosler                                                                    |                      |
| Heinrich-Albrecht-Straße     | Heinrich Albrecht                                                                                      | Michael-Bey-Straße                           | Michael Bey                                                                        | 1993                 |
| Hermann-Hammerschmidt-Straße | Hermann Hammerschmidt                                                                                  | Edgar-André-Straße                           | Etkar André                                                                        | 1993                 |
| Hermann-Löns-Straße3         | Hermann Löns                                                                                           | Paul-Hornick-Straße                          | Paul Hornick                                                                       |                      |
| Hermannstraße                | Hermann Groch, Landbesitzer aus Sandow                                                                 | Bruno-Dickhoff-Straße                        | Bruno Dickhoff                                                                     | 1991                 |
| Johannes-Brahms-Straße       | Johannes Brahms                                                                                        | Grete-Walter-Straße                          | Grete Walter                                                                       |                      |
| Konrad-Wachsmann-Allee       | Konrad Wachsmann                                                                                       | Theodor-Neubauer-Straße                      | Theodor Neubauer                                                                   |                      |
| Lausitzer Straße             | Lausitz                                                                                                | Jannaschkestraße6                            | Willy Jannasch                                                                     |                      |
| Lindenplatz                  | Linden                                                                                                 | Heinrich-Mosler-Straße                       | Heinrich Mosler                                                                    |                      |
| Lucas-Cranach-Straße         | Lucas Cranach der Ältere                                                                               | Philipp-Müller-Straße                        | Philipp Müller                                                                     |                      |
| Max-Grünebaum-Straße         | Max Grünebaum – Textilfabrikant und Ehrenbürger von Cottbus (1851–1925)                                | Franz-Blümke-Straße                          | Franz Blümke, Arbeiter und Opfer des Kapp-Putsches aus Guben († 1920)              | 1993                 |
| Muskauer Straße              | Bad Muskau                                                                                             | Artur-Becker-Straße                          | Artur Becker                                                                       |                      |
| Ottilienstraße               | Ottilie Ruff, Ehefrau eines Ratsmitglieds und Kunstgärtners (1823–1889)                                | Wilhelm-Pieck-Straße                         | Wilhelm Pieck                                                                      |                      |
| Peitzer Straße               | Peitz                                                                                                  | Arthur-Wölk-Straße                           | Arthur Wölk – Politiker (KPD/SED) (1900–1969)                                      |                      |
| Philipp-Melanchton-Straße    | Philipp Melanchton                                                                                     | Otto-Nuschke-Straße                          | Otto Nuschke                                                                       |                      |
| Platz der deutschen Einheit  | Deutsche Wiedervereinigung                                                                             | Karl-Marx-Straße4                            | Karl Marx                                                                          | 2011                 |
| Saarbrücker Straße           | Saarbrücken – Partnerstadt von Cottbus seit 1987                                                       | Straße der Deutsch-Sowjetischen Freundschaft | Deutsch-Sowjetische Freundschaft                                                   |                      |
| Saarstraße                   | Ferdinand von Saar                                                                                     | Wilhelm-Zierenberg-Straße                    | Wilhelm Zierenberg                                                                 |                      |
| Sanzebergstraße              | Sanzeberg – Erhebung im nahegelegenen Käthe-Kollwitz-Park                                              | Georg-Dix-Straße                             | Georg Dix                                                                          | 1991                 |
| Schopenhauerstraße           | Arthur Schopenhauer                                                                                    | Straße des Komsomol                          | Komsomol                                                                           |                      |
| Siemens-Halske-Ring          | Werner von Siemens und Johann Georg Halske                                                             | Theodor-Neubauer-Straße                      | Theodor Neubauer                                                                   |                      |
| Tranitzer Straße             | Tranitz                                                                                                | Ernst-Kamieth-Straße                         | Ernst Kamieth                                                                      |                      |
| Universitätsplatz            | Brandenburgische Technische Universität Cottbus-Senftenberg                                            | Karl-Marx-Platz                              | Karl Marx                                                                          |                      |
| Universitätsstraße           | Brandenburgische Technische Universität Cottbus-Senftenberg                                            | Juri-Gagarin-Straße5                         | Juri Gagarin                                                                       | 2008                 |
| Walther-Pauer-Straße         | Walther Pauer                                                                                          | Karl-Jannack-Straße                          | Karl Jannack                                                                       |                      |
| Webschulallee                | Webschule – denkmalgeschütztes Gebäude in der Straße                                                   | Helmut-Just-Allee                            | Helmut Just                                                                        |                      |
| Wilhelm-Riedel-Straße        | Wilhelm Riedel                                                                                         | Otto-Thiele-Straße                           | Otto Thiele – KPD-Politiker und Opfer des Kapp-Putsches aus Guben († 1920)         | 1993                 |
| Wilhelmstraße                | Wilhelm Gattel – Bauunternehmer, der die Straße erbaute                                                | Oskar-Hoffmann-Straße                        | Oskar Hoffmann                                                                     | 1993                 |
| Willy-Brandt-Straße          | Willy Brandt                                                                                           | Heinrich-Rau-Straße                          | Heinrich Rau                                                                       |                      |
| Willy-Jannasch-Straße        | Willy Jannasch                                                                                         | Merzdorfer Straße                            | Merzdorf                                                                           |                      |

1 Es wurde nur der Abschnitt zwischen Bahnhofstraße und Taubenstraße umbenannt. Die restliche Straße behielt den Namen Wilhelm Külz’. 

2 Es wurde nur der Abschnitt zwischen Ottilienstraße und Ringstraße umbenannt. Die restliche Straße behielt den Namen Straße der Jugend. 

3 Nur der Abschnitt zwischen Thiemstraße und Dresdener Straße hieß vorher Paul-Hornick-Straße. Der restliche Teil der heutigen Hermann-Löns-Straße trug auch vorher bereits diesen Namen. 

4 Es wurde nur der Platz zwischen Hauptgebäude der BTU und dem IKMZ umbenannt. Der restliche Teil der Karl-Marx-Straße behielt seinen Namen. 

5 Es wurde nur der Abschnitt zwischen Karl-Marx-Straße und Papitzer Straße umbenannt. Die restliche Straße behielt den Namen Juri Gagarins.

6 Die Schreibweise der nach Willy Jannasch benannten Straße war fehlerhaft.